# Pagoda del Turó del Tigre

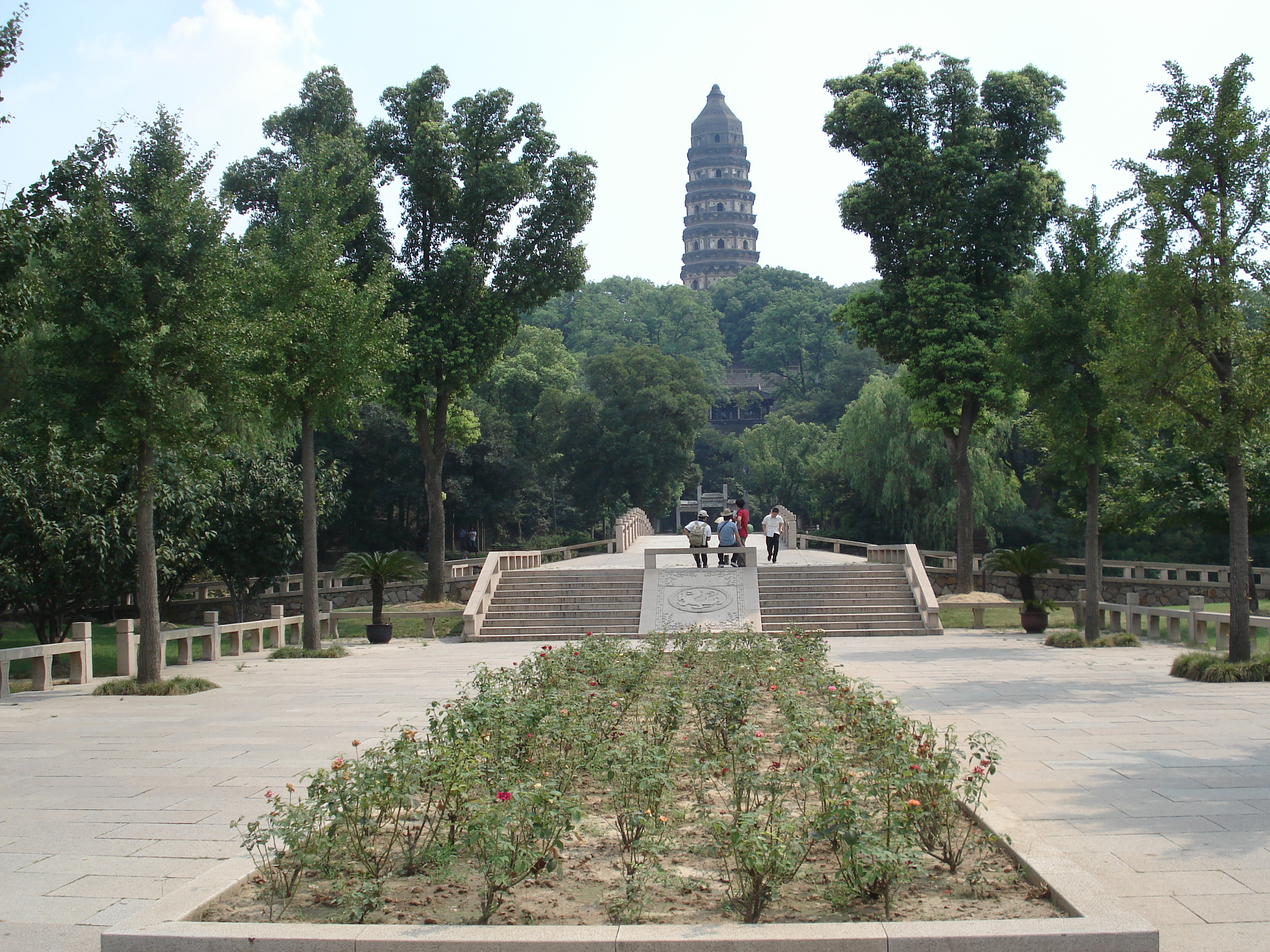
La pagoda vista des de Tiger Hill

La Pagoda del Turó del Tigre, coneguda oficialment com a Pagoda de Yunyan (xinès), que a vegades es tradueix per Torre de Huqiu, és una pagoda xinesa situada al Turó del Tigre, a la ciutat de Suzhou, a la província de Jiangsu a l'est de la Xina. Rep el sobrenom de 'La torre inclinada de la Xina'.

## Història
Era la pagoda de l'antic Temple de Yunian. La seva construcció va començar el 907 dC, durant l'últim període de les Cinc dinasties, quan l'Imperi de Wuyue governava Suzhou, i es va completar el 961 dC, durant la Dinastia Song.
Els pisos superiors de la pagoda es van crear durant el regnat de l'emperador Chongzhen (1628-1644), l'últim emperador de la Dinastia Ming.

## Descripció
La Pagoda de Yunyan presenta una alçada de 47 metres. La pagoda té set pisos i és una mostra representativa de l'arquitectura octogonal. Es va construir segons l'estructura de la masoneria, que intentava imitar les pagodes de fusta predominants a l'època.

## La torre inclinada
En més d'un miler d'anys, la pagoda s'ha anat inclinant gradualment degut al desgast natural. Actualment la part de dalt difereix uns 2,32 metres de la part de baix. Tota l'estructura pesa 7000 tones, que s'aguanten gràcies a les columnes de maó internes. Tot i així, la pagoda s'inclina aproximadament tres graus pel trencament de dues columnes de suport.
La pagoda s'inclina perquè una part de la base és terra, mentre que l'altre és pedra. Durant el 1957,es va dur a terme un pla per estabilitzar la pagoda i prevenir una futura tendència a inclinar-se, mitjançant el qual es va introduir formigó a la terra per fer-ne una base més sòlida.
Durant el procés de reforçament, es va trobar un taüt de pedra amb escriptures budistes. El recipient contenia una inscripció en la qual es tenia en compte la data de finalització de la pagoda com el dissetè dia del dotzè mes del segon any de l'era Jianlong (961 dC).

## Avui dia
La Pagoda de Yunyan ha estat designada com a Màxim Lloc Nacional, Històric i Cultural de Jiangsu. L'accés públic a la part de dalt de la torre es va vetar el setembre de 2010.